# Cyathea platylepis
Cyathea platylepis là một loài thực vật có mạch trong họ Cyatheaceae. Loài này được (Hook.) Domin mô tả khoa học đầu tiên năm 1929.